# Viscosia antarctica
Viscosia antarctica är en rundmaskart som beskrevs av Allgen 1959. Viscosia antarctica ingår i släktet Viscosia och familjen Oncholaimidae. Inga underarter finns listade i Catalogue of Life.